# Rue Émile-Level
La rue Émile-Level est une voie située dans le quartier des Épinettes du 17e arrondissement de Paris.

## Situation et accès
La rue Émile-Level est desservie par la ligne 13 à la station Porte de Clichy, ainsi qu'à proximité par la ligne 3b du tramway d'Île-de-France.

## Origine du nom

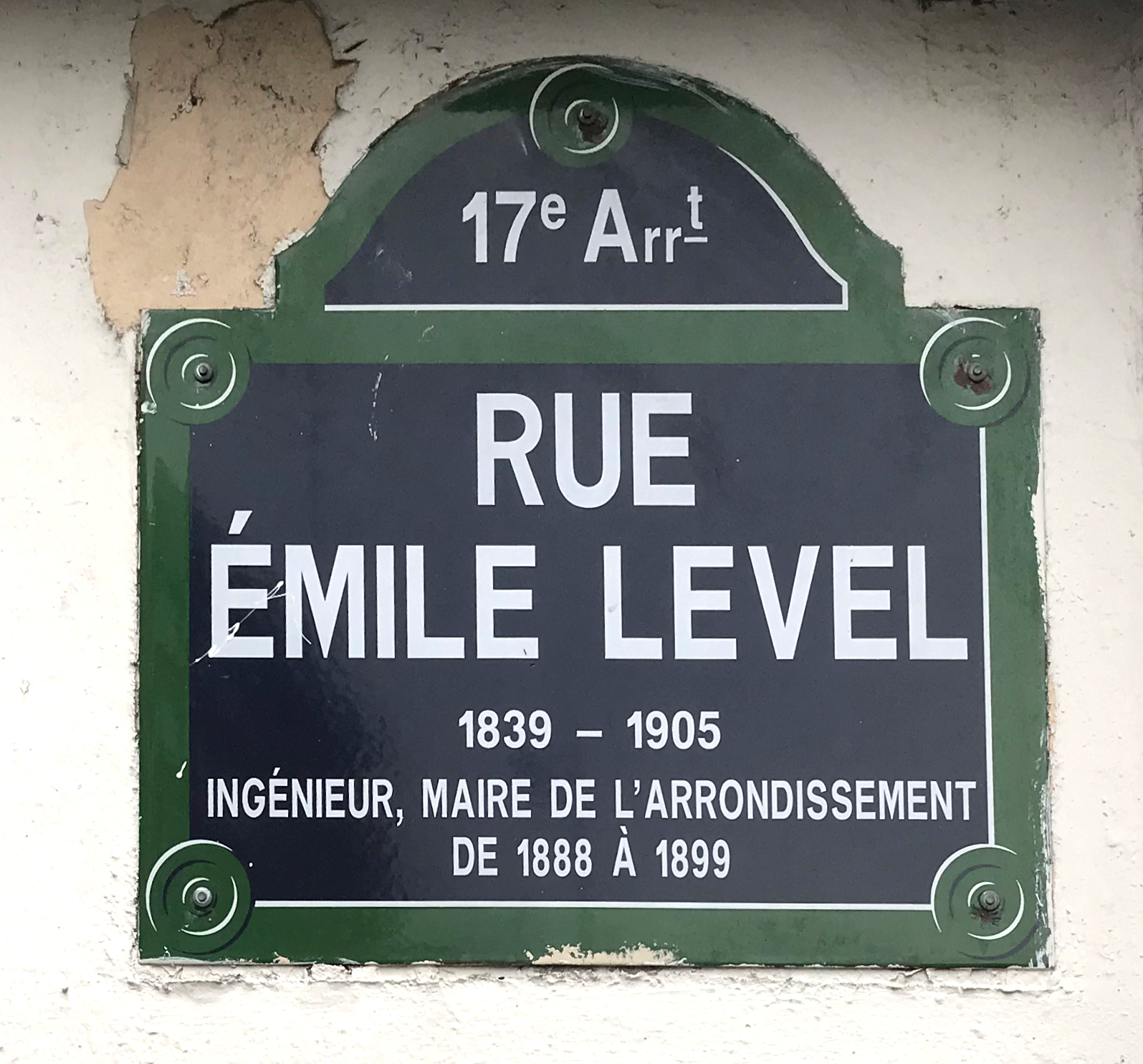
Panneau de la voie.

Elle porte le nom de l'ingénieur Émile Level (1839-1905), qui fut également maire de l'arrondissement.

## Historique
Ancien « passage Dhier » classé dans la voirie parisienne par décret du 29 décembre 1933, la rue prend sa dénomination actuelle par arrêté du 25 juillet 1934.

## Bâtiments remarquables et lieux de mémoire
Le passage Dhier longeait l'ancienne usine de la Société de construction des Batignolles créée en 1846 par Ernest Gouin démolie à la fin des années 1920.